# Marcel Balsa
Marcel Lucien Balsa, francoski dirkač Formule 1, * 1. januar 1909, Creuse, Francija, † 11. avgust 1984, Maisons-Alfort, Francija.

## Življenjepis
V svoji karieri je nastopil le na dirki za Veliko nagrado Nemčije v sezoni 1952, kjer je z dirkalnikom BMW Special lastnega privatnega moštva odstopil v petem krogu. Umrl je leta 1984.

## Popolni rezultati Formule 1
(legenda) (odebeljene dirke pomenijo najboljši štartni položaj, poševne pa najhitrejši krog, †-uvrščen kljub odstopu)
| Leto | Moštvo       | Šasija      | Motor          | 1   | 2   | 3   | 4   | 5  | 6       | 7   | 8   | Prv | Toč |
| ---- | ------------ | ----------- | -------------- | --- | --- | --- | --- | -- | ------- | --- | --- | --- | --- |
| 1952 | Marcel Balsa | BMW Special | BMW Straight-6 | ŠVI | 500 | BEL | FRA | VB | NEM Ret | NIZ | ITA | -   | 0   |